# 黑頭文鳥
黑頭文鳥（學名：Lonchura atricapilla），一種居住於平原地帶的雀形目鳥類。主要分布在中國南部、台灣以及南亞、東南亞的熱帶地區。該種本來學名為Lonchura malacca，近年與白腹型的亞種分類為兩個不同的物種。白腹型的亞種學名仍為Lonchura malacca，中文名栗腹文鳥，此物種列學名Lonchura atricapilla，仍稱黑頭文鳥。
這種梅花雀是孟加拉國、汶萊、柬埔寨、中國、印度、印尼、老撾、馬來西亞、緬甸、尼泊爾、菲律賓、新加坡、台灣、泰國、越南和夏威夷的常駐繁殖鳥類。它也被引入至加勒比海的大安的列斯群島和馬提尼克。
在1995年之前，它曾是菲律賓的國鳥，當地稱之為mayang pula（「紅麻雀」），因為當它飛行時，能看到其下背部的磚紅色斑塊。（這使它與當地稱為maya的其他鳥類區別開來，尤其是主要呈棕色的「教堂麻雀」，這種鳥在城市地區更為常見。）

## 亞種
黑頭文鳥有幾個被認可的亞種，包括：
- Lonchura atricapilla atricapilla
- Lonchura atricapilla rubroniger
- Lonchura atricapilla sinensis
- Lonchura atricapilla formosana
- Lonchura atricapilla deignani
- Lonchura atricapilla brunneiceps
- Lonchura atricapilla jagori
- Lonchura atricapilla selimbauensis
- Lonchura atricapilla obscura
- Lonchura atricapilla batakana

## 描述

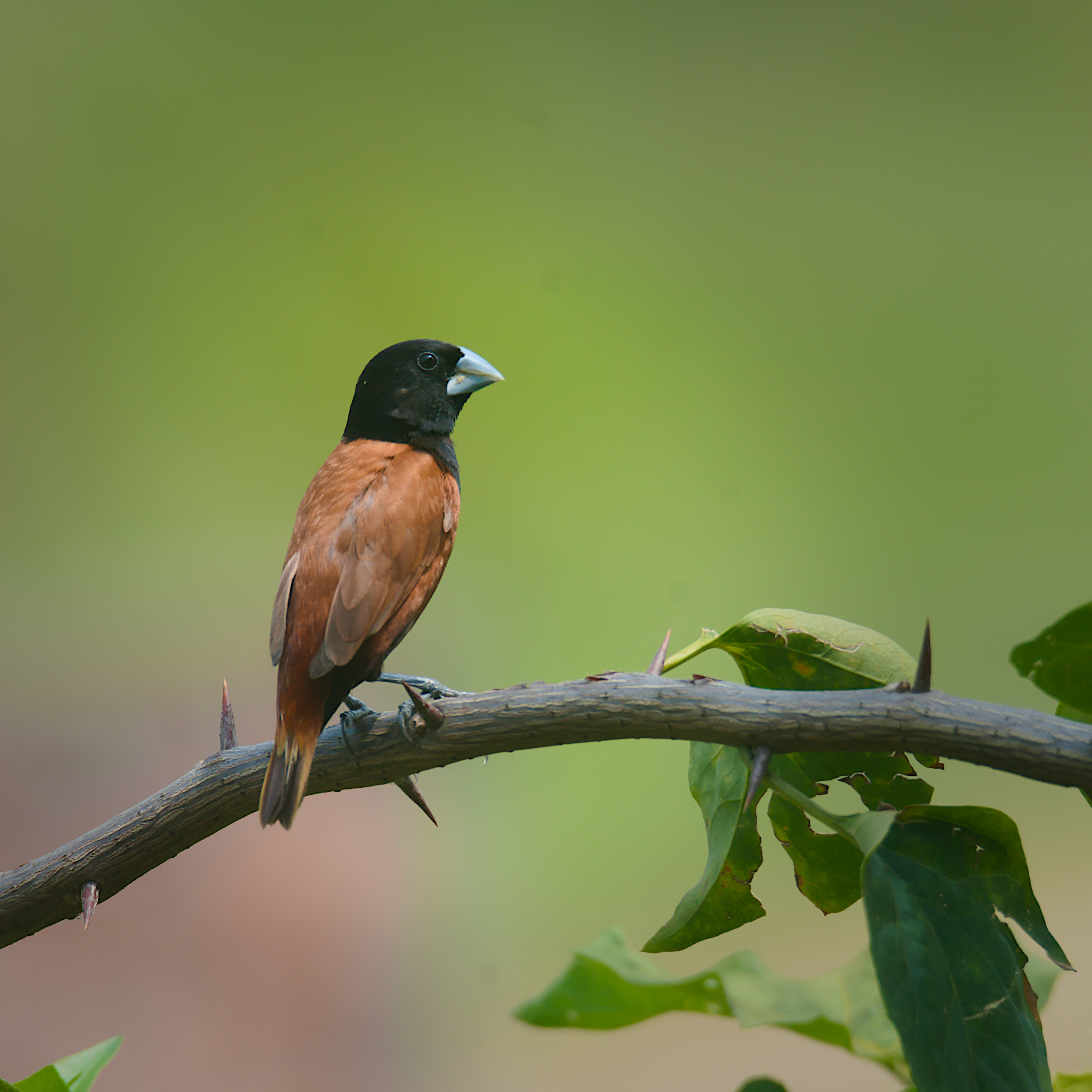
黑頭文鳥 阿札拉，阿薩姆邦

小型鳥，雌雄相似，各亞種在顏色的強度上略有不同。在jagori成鳥中，整個頭部、胸部中心、腹部和尾下覆羽為黑色；背部、翅膀和腹部兩側為栗色，腹部顏色較亮，翅膀較暗；上尾覆羽深紅褐色，腹部為淡色；上尾覆羽和尾巴如同成鳥。喙銀灰色；眼睛栗色；腿灰色。

## 棲地

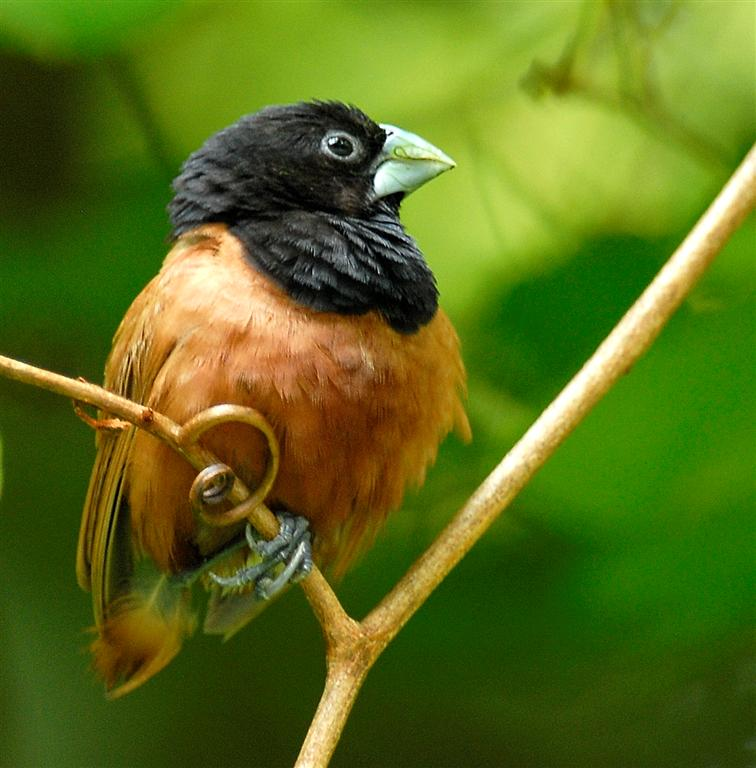
成鳥

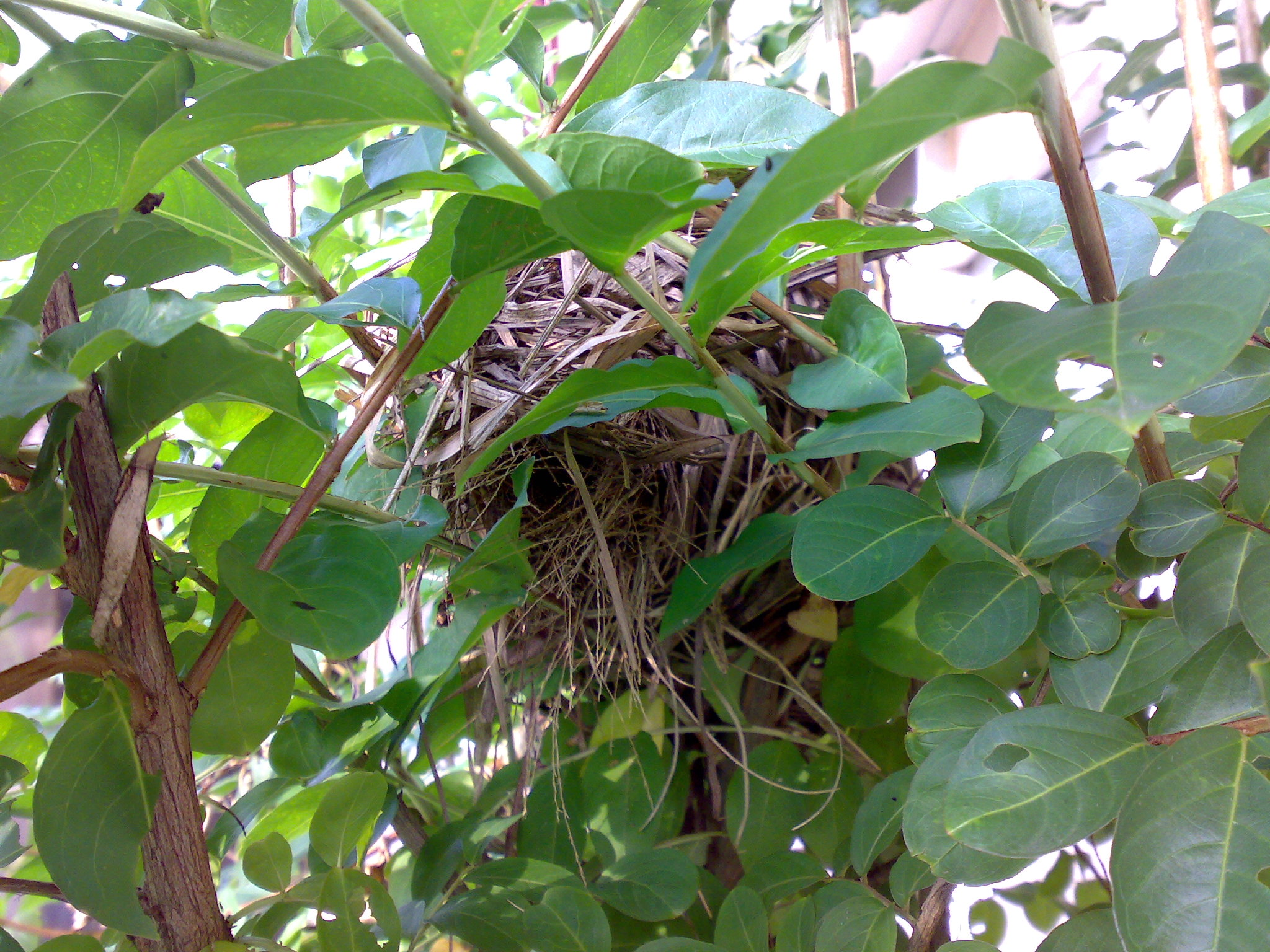
黑頭文鳥的巢。巢呈圓頂狀；入口/出口點可見

黑頭文鳥是一種小型群居鳥類，主要以穀物和其他種子為食。它常出現在開闊的草地和耕地。有時會和斑文鳥、麻雀等雀鳥群雜居。
其鳥巢為一種在灌木或高草中建造的大型圓頂草巢，內部產下4到7顆白色的蛋。

## 特徵

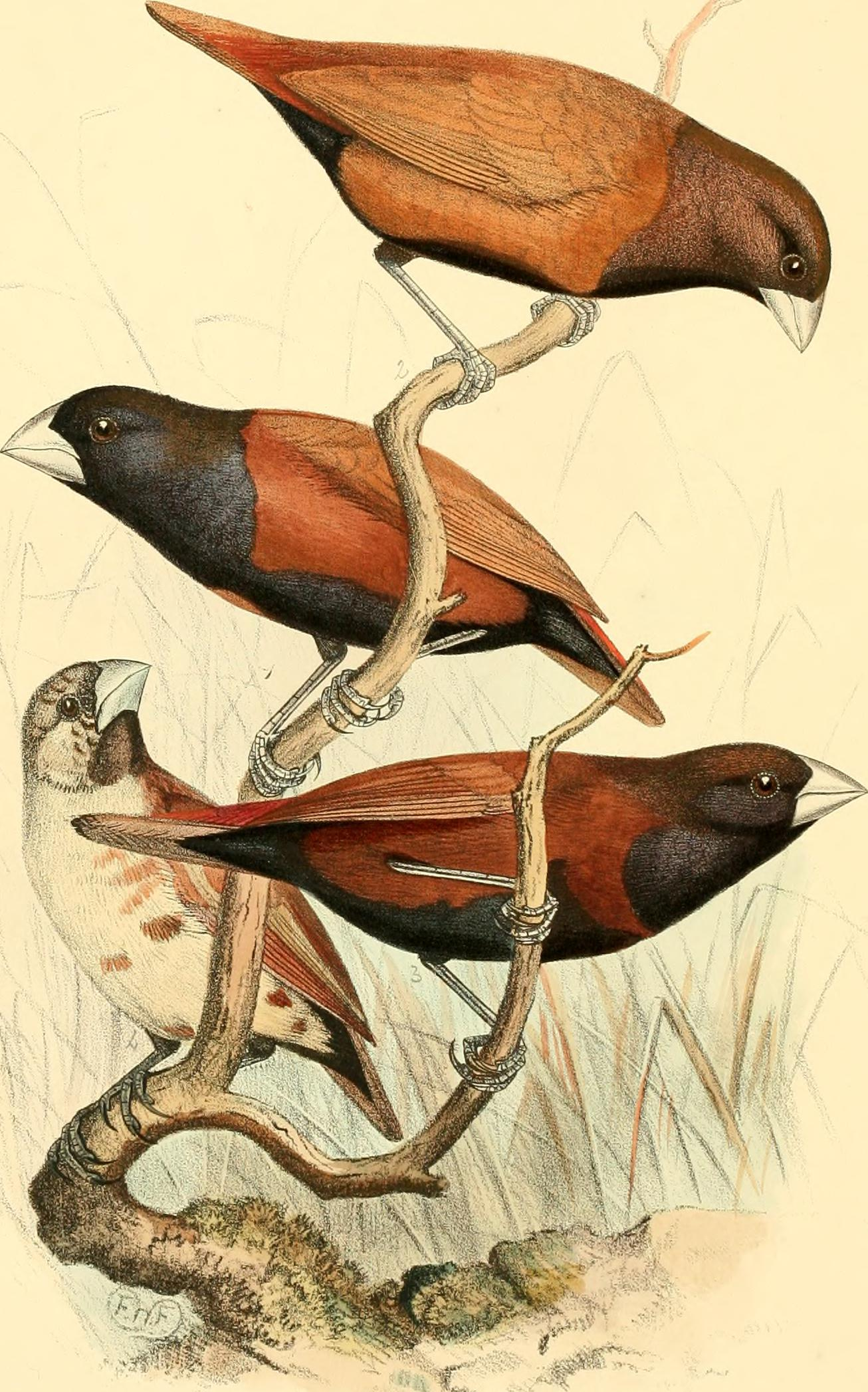
成鳥

黑頭文鳥身長11-12 厘米。成鳥擁有短而粗壯的淡灰藍色喙、黑色的頭部和棕色的身體，當飛行時可以看到下背部的磚紅色斑塊。一些亞種還有黑色的腹部。
雌雄相似，但未成熟的鳥類上體為均勻的淡棕色，缺少深色的頭部，且下體為白色至淡棕色。

## 習性
以禾本科種子為食，常密集群體飛行。

## 保育
在台灣，由於大量引進東南亞亞種，使得台灣原生亞種的黑頭文鳥族群急遽減少。

## 1995年前的菲律賓國鳥
黑頭文鳥曾是菲律賓的國鳥，直到1995年這一榮譽被菲律賓鷹取代。由於城市化以及隨之而來的對當地物種認識的缺乏，該鳥現今經常被誤認為麻雀，因為該物種是菲律賓眾多被稱為「麻雀」的鳥類之一，且在城市地區更為常見。